# Sunthon Phu

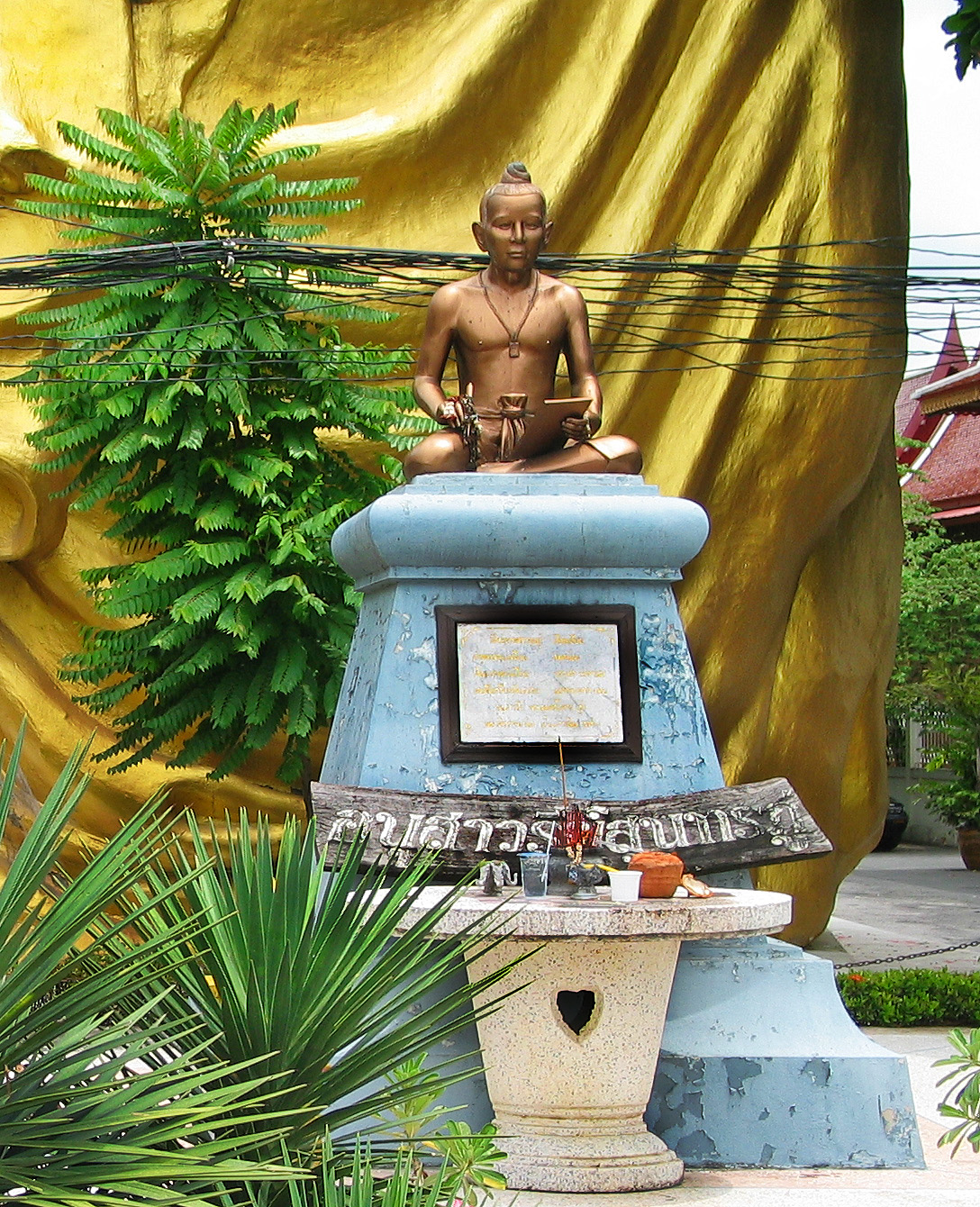
Denkmal im Wat Sri Sudaram, Bangkok

Sunthon Phu (auch: Sonthorn Phu oder Sunthorn Pu; in Thai: สุนทรภู่; * 26. Juni 1786 in Bangkok; † 1855) war ein thailändischer Dichter.

## Leben
Sunthon Phus Vater stammte aus der Gegend von Rayong, seine Frau befand sich jedoch lange Zeit in der Hauptstadt Bangkok, wo sie auch ihren Sohn zur Welt brachte. Kurze Zeit später wurde die Ehe geschieden und die Mutter kam als Amme an den Hof. Wie viele Jugendliche seiner Zeit erhielt er seine Erziehung von buddhistischen Mönchen im Wat Sri Sudaram, wo ihm sogar ein kleines Denkmal gesetzt wurde.
Nach dem Abschluss der Schule begann er eine Anstellung als Sekretär bei Hofe. Schon bald erkannte man jedoch seine wahre Begabung: die Dichtkunst. In einer romantischen Anwandlung verliebte er sich unsterblich in die schöne Hofdame Chan, ein Verstoß gegen die guten Sitten bei Hofe. Beide wurden in den Kerker geworfen, nach kurzer Zeit jedoch wieder entlassen. Während eines zweimonatigen Aufenthalts in Rayong, wo er seinen Vater wiedersah, erkrankte Sunthon Phu so schwer, dass er umgehend in die Hauptstadt zurückkehren musste. Glücklicherweise, denn nur wenig später durfte er seine Chan heiraten. Viele schöne Liebesgedichte sind erhalten geblieben.
1807 schrieb er das Gedicht Nirat Phra Bat, in dem er seine Reise mit einem Prinzen verewigte und – seine Probleme mit der geliebten Frau. 1809 wurde Phra Phutthaloetla (Rama II.) neuer König, ein Mann von außergewöhnlichem poetischen Talent. Er übersetzte das indische Ramayana in das thailändische Ramakian, und er nutzte dabei die Auffassungsgabe und Kritikfähigkeit von Sunthon Phu. Schließlich wurde dem jungen Dichter seine Trunksucht zum Verhängnis: er verletzte während eines Streits seinen Onkel derart schwer, dass der König ihn ins Gefängnis werfen ließ. Auch Chan wandte sich von ihm ab. Sunthon Phu wurde kurze Zeit später wieder entlassen und als Hofdichter eingesetzt. Er verfasste hier Teile des Epos Die Legende von Khun Chang und Khun Phaen.

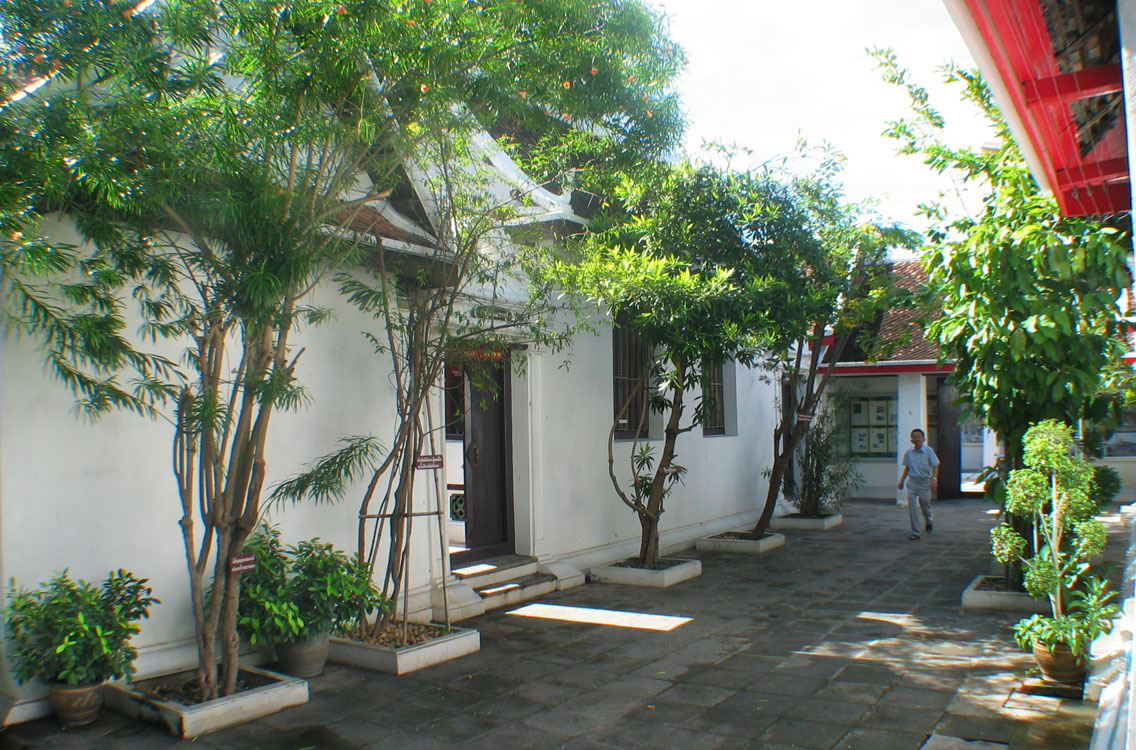
Kuti von Sunthon Phu im Wat Thepthidaram

Auch Prinz Chetsadabodin verfasste eifrig Dichtungen, deren Qualität jedoch von Sunthon Phu öffentlich angezweifelt wurde. Ja, er verbesserte die Zeilen zuweilen sogar ex tempore. Dies sorgte natürlich für Ärger beim Prinzen, und nachdem dieser 1824 als König Maha Chetsadabodin (Phra Nang Klao, Rama III.) inthronisiert worden war, dauerte es nicht lange, bis Sunthon Phu entlassen wurde. Es blieb ihm nichts anderes übrig, als die kommenden 18 Jahre als buddhistischer Mönch u. a. im Wat Theptidaram in Bangkok zu leben.
Sunthon Phu wird als einer der größten Dichter Thailands angesehen. Zu seinem 200. Geburtstag 1986 wurde er von der UNESCO als Thailands großer Volksdichter geehrt, am 26. Juni wird jedes Jahr zu seinen Ehren der „Sunthon Phu Day“ gefeiert.